# Cratere (costellazione)
Il Cratere (in latino Crater, "coppa") è una delle 88 costellazioni moderne, ed era anche una delle 48 costellazioni elencate da Tolomeo. Si dice che rappresenti la coppa di Apollo.

## Caratteristiche

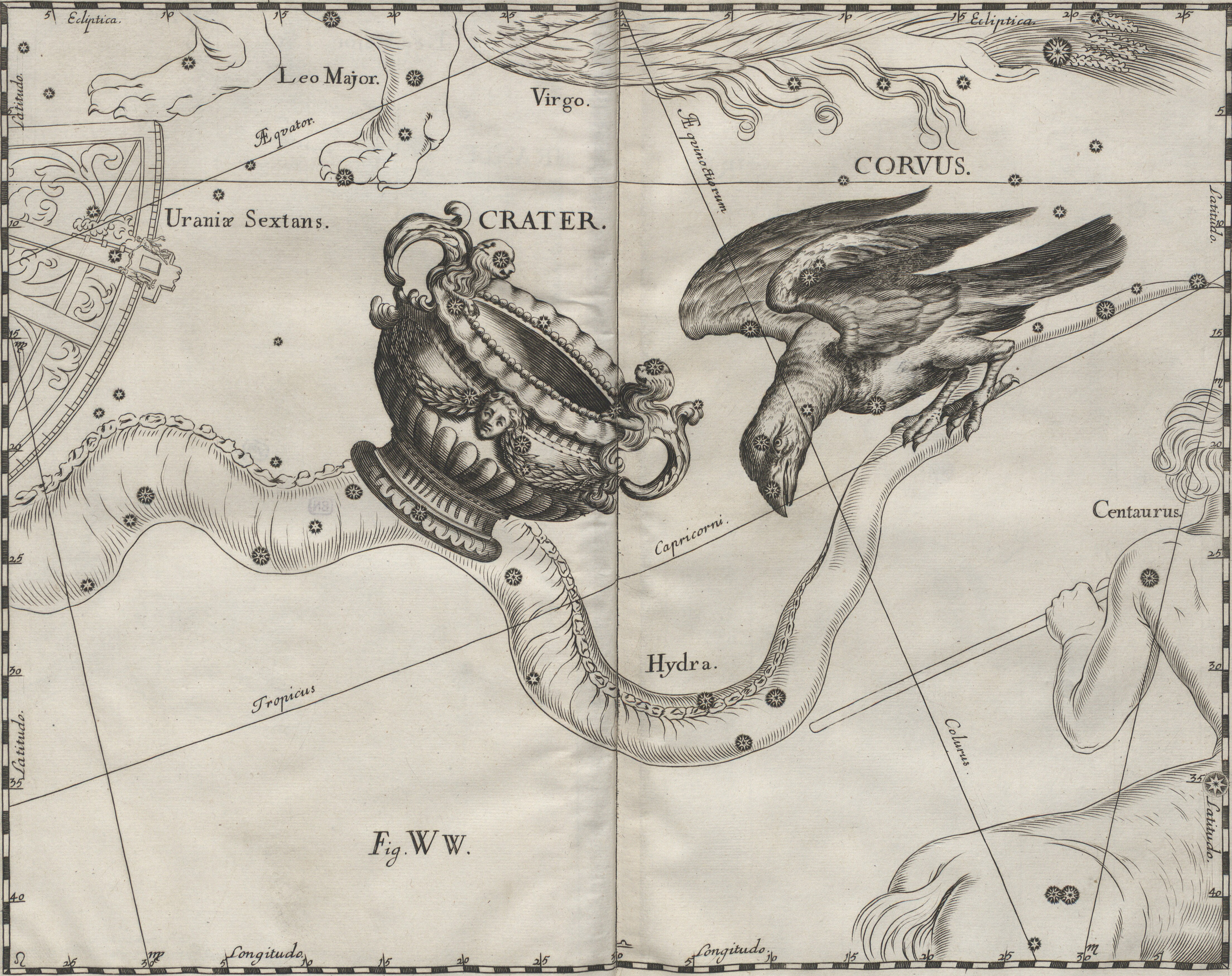
Illustrazione speculare di Johannes Hevelius delle costellazioni del Cratere e del Corvo.

Il Cratere è una costellazione molto debole: solo una delle sue stelle supera la quarta magnitudine, mentre il resto della figura della costellazione è delineata da stelle di quarta e quinta grandezza; ciò significa che è virtualmente invisibile da ogni cielo cittadino, e che può essere difficile da osservare anche sotto cieli bui e non inquinati. La sua posizione può essere scorta con qualche difficoltà una ventina di gradi a sud delle stelle più orientali del Leone, come Denebola, o a occidente della Vergine; nonostante ciò si tratta di una costellazione antica e ben nota fin dall'epoca dell'antica Grecia.
Nel cielo serale la sua massima visibilità ricade nei mesi della primavera boreale, fra la fine di febbraio e l'inizio di luglio al massimo; nonostante si trovi solo pochi gradi a sud dell'equatore celeste e dunque sia visibile per intero da quasi tutte le regioni popolate della Terra, la sua osservazione nelle ore della sera dall'emisfero nord risulta penalizzata a causa della progressiva riduzione delle ore di buio col procedere della primavera. Dall'emisfero australe, al contrario, la sua visibilità è facilitata dall'allungamento delle notti.

### Stelle principali
- δ Crateris è una gigante arancione di magnitudine 3,56, distante 195 anni luce; è l'unica stella del Cratere a superare la quarta grandezza.
- γ Crateris è una stella bianca di magnitudine 4,06, distante 84 anni luce.
- α Crateris è una gigante arancione di magnitudine 4,08, distante 174 anni luce.

### Stelle doppie
Alcune delle stelle doppie della costellazione del Cratere sono risolvibili anche con piccoli strumenti amatoriali.
- La più facile, sia come separazione che come differenza ridotta di luminosità, è la HD 99922, una stella di quinta magnitudine che possiede una compagna di ottava a circa 8" di separazione.

| Principali stelle doppie |                                          |                                          |             |             |                                 |        |
| Nome                     | Coordinate equatoriali all'epoca J2000.0 | Coordinate equatoriali all'epoca J2000.0 | Magnitudine | Magnitudine | Separazione (in secondi d'arco) | Colore |
| Nome                     | AR                                       | Dec                                      | A           | B           | Separazione (in secondi d'arco) | Colore |
| γ Crateris               | 11h 24m 53s                              | -17° 41′ 03″                             | 4,08        | 9,5         | 5,2                             | b + b  |
| HD 99922                 | 11h 29m 39s                              | -24° 27′ 51″                             | 5,83        | 8,8         | 8,3                             | b + b  |

### Stelle variabili
Le stelle variabili presenti nella costellazione sono in genere piuttosto deboli.
L'unica che raggiunge la sesta magnitudine è la SY Crateris, una variabile irregolare che oscilla di pochi decimi di magnitudine; escursioni più ampie le mostra invece la RU Crateris, che però è molto più debole.
| Principali stelle variabili |                                          |                                          |             |             |                  |              |
| Nome                        | Coordinate equatoriali all'epoca J2000.0 | Coordinate equatoriali all'epoca J2000.0 | Magnitudine | Magnitudine | Periodo (giorni) | Tipo         |
| Nome                        | AR                                       | Dec                                      | Max.        | Min.        | Periodo (giorni) | Tipo         |
| RU Crateris                 | 11h 51m 06s                              | -11° 12′ 28″                             | 8,5         | 9,5         | -                | Irregolare   |
| RX Crateris                 | 11h 17m 47s                              | -22° 08′ 45″                             | 7,3         | 7,7         | 300              | Semiregolare |
| SY Crateris                 | 11h 15m 40s                              | -12° 35′ 33″                             | 6,34        | 6,62        | -                | Irregolare   |

## Oggetti non stellari
Il Cratere occupa una posizione lontana dai campi stellari della Via Lattea, mostrando così liberamente gli oggetti extragalattici, alcuni dei quali sono osservabili anche con strumenti amatoriali.
La galassia NGC 3887 è la più luminosa; si tratta di una galassia spirale vista quasi di faccia e ben visibile con un telescopio amatoriale di media potenza. NGC 3962 è invece una galassia ellittica, visibile al telescopio come una macchietta chiara dai bordi sfuocati.
| Principali oggetti non stellari |                                          |                                          |                    |             |                                        |
| Nome                            | Coordinate equatoriali all'epoca J2000.0 | Coordinate equatoriali all'epoca J2000.0 | Tipo               | Magnitudine | Dimensioni apparenti (in primi d'arco) |
| Nome                            | AR                                       | Dec                                      | Tipo               | Magnitudine | Dimensioni apparenti (in primi d'arco) |
| NGC 3597                        | 11h 14m 42.0s                            | -23° 43′ 40″                             | Galassia a spirale | 13,6        | 1,9 x 1,5                              |
| NGC 3887                        | 11h 47m 05s                              | -16° 51′ :                               | Galassia a spirale | 10,7        | 3,3 x 3,5                              |
| NGC 3962                        | 11h 54m 40s                              | -13° 58′ :                               | Galassia ellittica | 10,9        | 2,6 x 2,2                              |

## Sistemi planetari
Nella costellazione sono note due stelle con un sistema planetario; in entrambi i casi si tratta di sistemi con giganti gassosi simili a Giove, anche se con masse differenti. HD 96167 b possiede un'orbita fortemente eccentrica.
| Sistemi planetari |                                          |                                          |             |                   |                              |
| Nome del sistema  | Coordinate equatoriali all'epoca J2000.0 | Coordinate equatoriali all'epoca J2000.0 | Magnitudine | Tipo di stella    | Numero di pianeti confermati |
| Nome del sistema  | AR                                       | Dec                                      | Magnitudine | Tipo di stella    | Numero di pianeti confermati |
| BD-10°3166        | 10h 58m 29s                              | -10° 46′ 13″                             | 10,08       | Nana gialla       | 1 (b)                        |
| LP 791-18         | 11h 02m 46s                              | -16° 24′ 22″                             | 16,9        | Nana rossa        | 3 (b, c, d)                  |
| HD 96167          | 11h 05m 15s                              | -10° 17′ 29″                             | 8,08        | Subgigante gialla | 1 (b)                        |